# اشتراكية تحررية

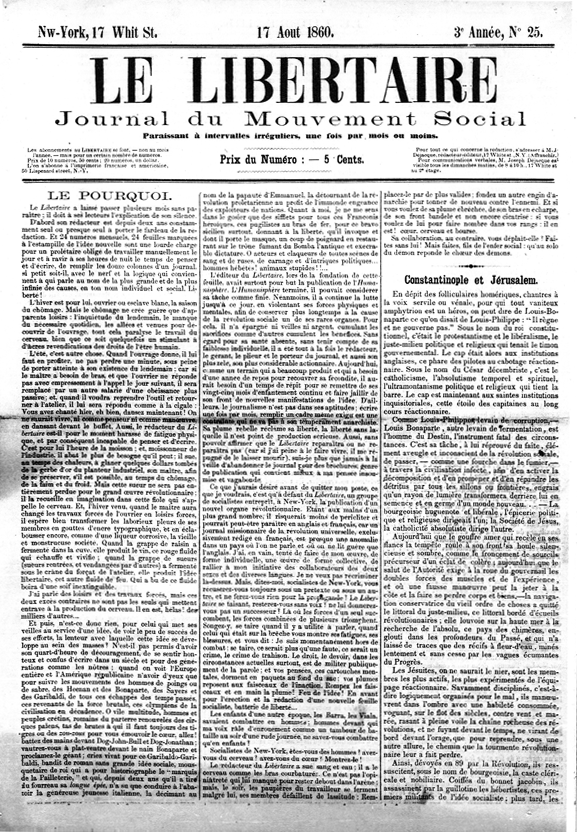

الاشتراكية التحررية أو الاشتراكية الليبرتارية، هي مجموعة من الفلسفات السياسية المعادية للسلطة، والمتواجدة ضمن الحركة الاشتراكية الرافضة لفهم الاشتراكية كتملُّك مركزي للدولة وتحكم في الاقتصاد.
تقترب الاشتراكية الليبرتارية وتتقاطع مع اليسار الليبرتاري، وترفض علاقات العمالة مدفوعة الأجل في مكان العمل، وتؤيد، بدلا من ذلك، الإدارة الذاتية للعمال في مكان عملهم وهياكل التنظيم السياسي اللامركزية.
ترفض الاشتراكية الليبرتارية عادة الدولة نفسها، وتؤكد على أن بناء مجتمع مبني على الحرية والعدالة ممكن إذا ما اندثرت المؤسسات السلطوية المتحكمة في وسائل إنتاج معينة والتي تقوم بإخضاع الأغلبية لطبقة مالكة أو نخبة سياسية واقتصادية.[11] ينادي الاشتراكيون الليبرتاريون بضرورة الهياكل اللامركزية المبنية على الديمقراطية المباشرة والجمعيات الفدرالية والكونفدرالية، مثل البلديات الليبرتارية، مجالس المواطنين، نقابات العمال، ومجالس العمال.
يتحقق كل ذلك في إطار دعوة عامة إلى العلاقات الإنسانية الليبرتارية والطوعية وذلك من خلال التحديد، النقد، والتفكيك العملي للسلطات غير الشرعية في جميع نواحي الحياة البشرية. وبذلك فإن الاشتراكية الليبرتارية تسعى إلى أن تنأى بنفسها عن اللينينية والبلشفية والديمقراطية الاشتراكية.
من بين الفلسفات والحركات السياسية الماضية والحاضرة التي وصفت عادة بأنها اشتراكية ليبرتارية: الأناركية، الاستقلالية الذاتية، المشاعية، التشاركية، الاشتراكية النقابية، النقابية الثورية، والفلسفات الماركسية الليبرتارية مثل الشيوعية المجلسية واللوكسمبرغية، وكذلك بعض أشكال الاشتراكية اليوتوبية والأناركية الفردانية.

## نظرة عامة

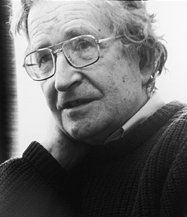
نعوم تشومسكي

الاشتراكية الليبرتارية هي فلسفة غربية تمتلك العديد من التفسيرات، إلا أن هناك قواسم مشتركة عامة موجودة في أشكالها العديدة. فهي تدعو إلى نظام إنتاج وتنظيم متمحور حول العمال في مكان عملهم، والتي تبتعد بشدة عن الاقتصاد النيوكلاسيكي لمصلحة التعاونيات الديمقراطية أو الملكيات المشتركة لوسائل الإنتاج (الجانب الاشتراكي). فالاشتراكيون الليبرتاريون يقترحون أن هذا النظام الاقتصادي يتحقق على نحو يسعى لتعظيم حرية الأفراد، وتقليل تمركز القوى أو السلطة (الجانب الليبرتاري).
ينتقد الاشتراكيون الليبرتاريون بشدة المؤسسات الإكراهية، مما يقودهم في العادة إلى رفض شرعية الدولة وتفضيل الأناركية. يقترح المتمسكون بهذا المذهب أن تحقيق ذلك ممكن عبر إزالة تمركز القوى الاقتصادية والسياسية، وينطوي ذلك عادة على إخضاع أغلب المؤسسات والمشاريع الخاصة الكبيرة إلى الاشتراكية (مع الاحتفاظ باحترام الممتلكات الشخصية). تميل الاشتراكية الليبرتارية إلى إنكار شرعية معظم أشكال الملكية الخاصة المهمة اقتصاديا، وينظرون إلى علاقات الملكية الرأسمالية على أنها شكل من أشكال السيطرة المناهضة للحرية الفردية.
كانت جريدة الحركة الاشتراكية «الليبرتاري» أول جريدة تستخدم مصطلح «ليبرتاري»، وقد نشرت في نيويورك بين عامي 1858 و1861 بواسطة الشيوعي الأناركي الفرنسي جوزيف ديجاك. واستخدم المصطلح بعد ذلك في أوروبا عندما استخدم مصطلح «شيوعية ليبرتارية» في مؤتمر إقليمي فرنسي بلوهافر (16-22 نوفمبر 1880). وفي يناير 1881، صدر بيان فرنسي حول الشيوعية الليبرتارية أو الأناركية. وأخيرا في عام 1895، نشر الأناركيان الرائدان سيباستيان فور ولويس ميشيل جريدة الليبرتاري في فرنسا. تأتي كلمة ليبرتاري من الكلمة الفرنسية Libertaire التي استخدمت للتهرب من الحظر الفرنسي للمنشورات الأناركية. ووفقا لهذا التقليد، يستخدم مصطلح ليبرتاري في الاشتراكية الليبرتارية كمرادف للأناركية، وصرح البعض بأن هذا هو المعنى الأصلي للمصطلح، ومن ثم فإنهم يرون أن الاشتراكية الليبرتارية مرادفة للاشتراكية الأناركية. وقد استخدم مصطلح ليبرتاري بشكل تقليدي في سياق الحركة الاشتراكية الأوروبية لوصف أولئك الذين عارضوا اشتراكية الدولة، مثل ميخائيل باكونين.
يسبق اتحاد الاشتراكية مع الليبرتارية اتحادها مع الرأسمالية، وهناك العديد من مناهضي السلطة الذين يشجبون ما يرون أنه اتحاد خاطئ بين الرأسمالية والليبرتارية في الولايات المتحدة. وكما يرى نعوم تشومسكي، فإن الليبرتاري المتسق يجب أن يناهض الملكية الخاصة لوسائل الإنتاج ويناهض عبودية الأجر.
وفي فصل يسرد تاريخ الاشتراكية الليبرتارية، يروي الاقتصادي روبن هاهنيل أن الفترة التي كان للاشتراكية الليبرتارية فيها أعظم تأثير كانت منذ نهاية القرن التاسع عشر وحتى أول أربعة عقود من القرن العشرين، فيقول هانيل:
وعلى صعيد آخر، تنامت في التيار الماركسي نزعة ليبرتارية ظهرت في أواخر العقد الأول من القرن العشرين كرد فعل معارض للبلشفية واللينينية التي أمسكت بزمام القوى واسست الاتحاد السوفييتي.

## مناهضة الرأسمالية
يقول جون أونيل:
يناهض الاشتراكيون الليبرتاريون الرأسمالية، وبذلك فهم يختلفون عن ليبرتاريي اليمين. فبينما تركز مبادئ الرأسماليين (والليبرتاريين اليمنيين) القوة الاقتصادي في أيدي من يمتلكون معظم الرأسمال، فإن الاشتراكية الليبرتارية تهدف إلى توزيع هذه القوة على نحو اعرض بين أفراد المجتمع. ومن الاختلافات الجوهرين بين الاشتراكية الليبرتارية والليبرتارية الرأسمالية أن الأولى ترى أن درجة حرية المرء تتأثر بحالته الاقتصادية والاجتماعية، بينما تركز الثانية على حرية الاختيار في إطار رأسمالي. يوصف هذا أحيانا بأنه رغبة تُفضل تحقيق أقصى قدر من «حرية الإبداع» في المجتمع على «الاقتصاد الحر».
وجه تيار الأناركية نقدا لعبودية الأجر التي تشير إلى حالة يُنظر إليها كعبودية شبه طوعية، حيث يعتمد المرء في معاشه على أجره، وبالأخص حينما يكون الاعتماد كليا وفوريا. فهذا مصطلح سلبي ضمنيا، ويستخدم لاستنتاج مشابهة بين العبودية والعمالة المأجورة بالتركيز على المتشابهات بين امتلاك الأفراد واستئجارهم. استخدم مصطلح «عبودية الأجر» لنقد الاستغلال الاقتصادي والطبقية الاجتماعية، حيث يرى الأول كقوة مساومة غير متكافئة بين العمالة والرأسمال (خصوصا عندما يقبض العمال أجورا منخفضة نسبيا، مثلما يحدث في المصانع الاستغلالية) ويرى الثاني كافتقار العمالة للإدارة الذاتية، خيارات الوظائف المُرضية، والراحة في اقتصاد ما. يعتقد الاشتراكيون الليبرتاريون أن تثمينهم للحرية المجتمعية يعمل على إيجاد نظام يتمتع فيه الأفراد بالقدرة على البت في القضايا الاقتصادية إلى جانب الأخرى السياسية. ويسعى الاشتراكيون الليبرتاريون إلى استبدال السلطة الظالمة بالديمقراطية المباشرة، الاتحادات الطوعية، والاستقلالية العامة في كل مناحي الحياة، بما في ذلك المجتمعات المادية والمشاريع الاقتصادية. مع قدوم الثورة الصناعية، قام مفكرون من أمثال بيير جوزيف برودون وكارل ماركس بتفسير المقارنة بين العمالة المأجورة والعبودية في سياق نقد الملكية المجتمعية غير المخصصة للمنفعة الشخصية الفعلية. وقد أكد اللاضيون على الإذلال الذي جلبته الميكنة، واستنكرت إيما جولدمان لاحقا عبودية الأجر بقولها: «إن الفرق الوحيد هو أنكم عبيد مأجورون بدلا من عبيد سيباعون».
يعتقد الكثير من الليبرتاريين أن التعاونيات الطوعية الكبيرة يجب أن تدير الإنتاج الصناعي، بينما يحتفظ العمال بحقوقهم في منتجات أعمالهم الفردية. فهم يرون فارقا بين مفهومي «الملكية الخاصة» و«الملكية الشخصية». فالملكية الخاصة تضمن للفرد تحكما حصريا في أشياء تكون أو لا تكون قيد الاستعمال، وذلك بغض النظر عن قدرتها الإنتاجية، بينما لا تضمن الشخصية أي حقوق لأشياء ليست قيد الاستعمال.
مناهضة السلطوية ومعارضة الدولة.
يعتبر الاشتراكيون الليبرتاريون، بشكل عام، تركيز القوة كمصدر للقمع الذي يجب أن يتم تحديه وتبريره باستمرار. يعتقد معظم الاشتراكيين الليبرتاريين أنه في حال مورست السلطة في شكل هيمنة اقتصادية، اجتماعية، أو مادية من قبل فرد على فرد آخر، فإن عبء البرهان يقع دائما على عاتق السلطوي ليبرر تصرفاته على أنها شرعية عندما تتهم بالتضييق على حرية البشر.
```
يعارض الاشتراكيون الليبرتاريون عادة هياكل السلطة الصارمة والطبقية، سواء كانت سياسية، اقتصادية، أو اجتماعية.
[
58
]
 يسعى الاشتراكيون الليبرتاريون إلى تنظيم المتجمع، بدون الشركات والدول، بواسطة التعاونيات الطوعية (مثل المنظمات، اللجان، البلديات، التعاونيات، المجالس، أو النقابات) التي تستخدم الديمقراطية المباشرة أو الإجماع على عملية اتخاذ القرار.
```